# Warvillers
Warvillers település Franciaországban, Somme megyében. Lakosainak száma 122 fő (2022. január 1.). Warvillers Vrély, Beaufort-en-Santerre, Folies, Méharicourt és Rouvroy-en-Santerre községekkel határos.

## Népesség
A település népessége az elmúlt években az alábbi módon változott:
| Lakosok száma | 142  | 147  | 152  | 150  | 142  | 134  | 126  | 125  | 122  |
|               | 2013 | 2015 | 2016 | 2017 | 2018 | 2019 | 2020 | 2021 | 2022 |